# Pat Mastelotto
Pat Mastelotto ( născut Lee Patrick Mastelotto pe 10 septembrie 1955 în Chico , California ) este un baterist rock care a lucrat printre alții cu Mr. Mister și King Crimson.
1. ↑  Pat Mastelotto, Česko-Slovenská filmová databáze
2. 1 2  Montreux Jazz Festival Database[*] Verificați valoarea |titlelink= (ajutor);